# Phaea paralella
Phaea paralella es una especie de escarabajo longicornio del género Phaea, tribu Tetraopini, subfamilia Lamiinae. Fue descrita científicamente por Toledo, Martínez & Bezark en 2016.

## Descripción
Mide 7-9,3 milímetros de longitud.

## Distribución
Se distribuye por México.